# Lucas Garralda
Lucas Garralda (ur. 31 sierpnia 1979) – argentyński zapaśnik walczący w stylu wolnym. Zajął piąte miejsce na igrzyskach panamerykańskich w 1996; szósty w 2003. Czwarty na mistrzostwach panamerykańskich w 2001. Zdobył trzy medale na igrzyskach Ameryki Południowej, srebrny w 1994 i 1998 roku.